# Franz Melde
Franz Melde (11 de marzo de 1832 - 17 de marzo de 1901) fue un físico alemán, profesor en la universidad de Marburgo, conocido por un experimento que realizó sobre las ondas estacionarias, que lleva su nombre y por el que le fue otorgada una medalla de plata en la Exposición Mundial de Chicago de 1893. El experimento de Melde se utiliza para determinar el patrón de las ondas estacionarias, medir la velocidad de una onda y mostrar el fenómeno de la interferencia de ondas mecánicas. Estudió en la Universidad de Marburgo, donde posteriormente se desempeñó como docente y realizó la mayor parte de su trabajo académico. Se especializó en física, con un enfoque particular en la acústica y la teoría de ondas, campos en los que hizo contribuciones significativas que han perdurado en el tiempo. Su nombre es especialmente recordado por el desarrollo del experimento conocido como el hilo de Melde en 1859, uno de los primeros estudios sistemáticos sobre ondas estacionarias en medios elásticos.
En este experimento, Melde conectó una cuerda delgada y tensa a un diapasón que vibraba a una frecuencia conocida, generando oscilaciones transversales que producían patrones de ondas estacionarias. Al variar la tensión o la frecuencia, se podían observar diferentes modos de vibración y nodos, lo que permitía calcular con precisión la velocidad de propagación de las ondas en la cuerda. Este experimento demostró de forma clara y visual cómo se comportan las ondas en medios físicos y sentó las bases para el estudio práctico de fenómenos como la resonancia, la longitud de onda y la frecuencia.
Además de su relevancia científica, el hilo de Melde se convirtió en una herramienta didáctica ampliamente utilizada en laboratorios de física en todo el mundo, y sigue siendo un experimento estándar para ilustrar principios de la mecánica ondulatoria. Aunque Melde no alcanzó la fama internacional de algunos de sus contemporáneos, su trabajo tuvo un impacto duradero en la enseñanza y comprensión de la física de ondas, y es considerado una figura clave en el desarrollo temprano de la acústica experimental.
- Datos: Q77294